# Thomas Wassberg
Thomas Lars Wassberg (* 27. března 1956, Lenartfors, kraj Värmland) je bývalý švédský běžec na lyžích, čtyřnásobný olympijský vítěz.

## Olympijské hry
Na své první olympiádě v roce 1976 skončil patnáctý v běhu na 15 km a jako člen švédské štafety obsadil čtvrté místo. Na hrách 1980 v Lake Placid vyhrál závod na 15 km, když porazil Juhu Mieta z Finska o pouhou setinu sekundy, což je dosud nejtěsnější rozdíl v olympijské historii. Dále skončil čtvrtý na 30 km a pátý se štafetou. V Sarajevu na olympiádě 1984 vyhrál běh na 50 km a štafetový běh. Štafetové prvenství zopakoval i při svém olympijském loučení v roce 1988.

## Další úspěchy
Wassberg je také trojnásobným mistrem světa: v roce 1982 vyhrál na 50 km, v roce 1987 na 30 km a v roce 1987 ve štafetě. V sezóně 1976/77 vyhrál celkové hodnocení Světového poháru, v letech 1982, 1984 a 1987 skončil jako druhý. Pětkrát vyhrál prestižní Holmenkollenský lyžařský festival: v letech 1980, 1982 a 1987 na padesátce a v letech 1979 a 1985 na patnáctce. V roce 1980 obdržel norské sportovní vyznamenání Holmenkollmedajlen. Ve stejném roce mu byla také udělena cena pro nejlepšího sportovce Švédska, kterou ale odmítl převzít na protest proti tomu, že ji v roce 1978 nevyhrál dvojnásobný mistr světa v běhu na lyžích Sven-Åke Lundbäck, což považoval za projev neúcty ke své disciplíně. Ocenění převzal až v roce 2013.